# Negrești (Vaslui megye)
Negrești város Vaslui megyében, Moldvában, Romániában.

## Fekvése
A megye északnyugati részén helyezkedik el, a megyeszékhelytől, Vasluitól 35 km-re.

## Népesség
A város népességének alakulása:
- 1977 - 6978 lakos
- 1992 - 9744 lakos
- 2002 - 9854 lakos

A lakosság etnikai összetétele a 2002-es népszámlálási adatok alapján:
- Románok:  9789 (99,34%)
- Romák:  52 (0,52%)
- Magyarok:  9 (0,09%)
- Németek:  3 (0,03%)
- Más etnikumúak:  1 (0,01%)

A lakosság 97,97%-a ortodox vallású (9654 lakos).

## Látnivalók
- „Fânațul de la Glodeni” - botanikai tájvédelmi körzet

## Gazdaság
Fontos ágazatok a mezőgazdaság , a faipar, bútorgyártás, textilipar, különböző építőanyagok készítése.

## Hírességek
- Mihail D. David - (1886–1954), geográfus, geológus
- Constantin Macarovici - (1902–1984), kémikus
- Neculai Macarovici - (1902–1979), geológus, paleontológus
- Valerian C. Popescu - (1912–), orvos
- Cerasela Carp - (1970–), író, ügyvéd
- Adrian Matei - (1967–), képzőművész, publicista